# Lo Hsing Han
Lo Hsing Han ou Law Sit Han (birmanês:  လော်စစ်ဟန်, IPA: [lɔ̀ sɪʔ hàɰ̃]; chinês tradicional: 羅星漢, chinês simplificado: 罗星汉, pinyin: Luó Xīnghàn; c.  década de 1930 - 6 de julho de 2013) foi um empresário e narcotraficante birmanês. Mais tarde, tornou-se um grande magnata dos negócios em toda a Birmânia, com laços financeiros com Singapura. Ele era da etnia Kokang-Chinesa. Sua esposa, Zhang Xiaowen, é cidadã chinesa e natural do condado de Gengma, em Yunnan.

## Ascensão e queda
Lo Hsing Han nasceu pobre no distrito de Kokang. Ele supostamente começou sua carreira no tráfico de ópio como chefe de uma milícia local chamada Ka Kwe Ye (KKY), criada com o incentivo do General Ne Win para lutar contra os comunistas. No início da década de 1970, ele era uma figura importante no comércio de drogas asiático, particularmente no tráfico de heroína "branca da China". Em agosto de 1973, foi preso na Tailândia e entregue a Mianmar. Ele foi condenado à morte por traição com base em sua breve associação com os insurgentes do Exército do Estado de Shan. Foi libertado em 1980 durante uma anistia geral.

## Retorno
Quando as tropas insurgentes de Kokang e Wa se amotinaram e derrubaram a liderança comunista em 1989, o chefe da inteligência militar Khin Nyunt encontrou em Lo um intermediário útil para organizar rapidamente acordos de cessar-fogo e, em troca, Lo recebeu oportunidades de negócios lucrativas e permissão não oficial para gerir drogas impunemente junto com os amotinados. Ele não tardou em reconstruir o império das drogas que perdeu há 15 anos para Khun Sa, um chefe rival da KKY de Loi Maw. Nada menos que 17 novas refinarias de heroína foram localizadas no período de um ano no estado de Kokang e áreas adjacentes.

## Carreira empresarial
Em junho de 1992, fundou a Asia World Company, supostamente como uma fachada para suas operações com drogas. Seu filho, Steven Law (também conhecido como Tun Myint Naing), casado com Cecilia Ng, de Singapura, em 1996, dirige a empresa que ganhou muitos contratos multimilionários nos setores de construção e energia. Na sequência do ciclone Nargis, em Fevereiro de 2008, o governo dos Estados Unidos incluiu Lo, o seu filho e a sua nora, juntamente com as 10 empresas que controlam em Singapura, na sua lista de sanções específicas dos comparsas de negócios da junta militar.
De acordo com uma reportagem do The Observer, ele ajudou a organizar e financiar o opulento casamento de 2006 da filha do ditador de Mianmar, Than Shwe.
A Asia World Company está envolvida numa série de grandes projetos, como o de um oleoduto e gasoduto sino-mianmarense, um porto marítimo profundo em Kyaukpyu, a controversa central hidroeléctrica de Myitsone e a central hidroeléctrica de Tasang. As empresas do governo chinês têm investimentos em todos eles. Steven Law acompanhou Thein Sein durante sua primeira visita oficial ao exterior à China após sua posse como presidente civil.

## Morte
Lo, rei da heroína e magnata dos negócios, morreu em 6 de julho de 2013, em Yangon, Mianmar. Ele tinha 80 anos e deixa sua esposa, quatro filhos, quatro filhas e 16 netos, deixando-os para trás com uma vasta soma de riqueza. No mundo secreto da elite mianmarense, a extensão da riqueza de Lo não é conhecida. Numa entrevista, um homem frequentemente descrito como a pessoa mais rica de Myanmar, U Tay Za, disse que a família Lo o ultrapassava em riqueza.
Lo e o seu filho, Steven Law, foram dois dos mais importantes parceiros comerciais dos militares e receberam contratos para construir estradas, portos marítimos provinciais e outros grandes projectos de infra-estruturas.